# Konkurrencestaten (bog)
 For alternative betydninger, se Konkurrencestaten. (Se også artikler, som begynder med Konkurrencestaten)
Konkurrencestaten er en faglitterær bog om den danske velfærdsstats nuværende udvikling, hvor professor Ove Kaj Pedersen argumenterer for, at velfærdsstatens karakteristiske træk er afviklet. Analysen bygger på den af forfatteren betegnede I-D-I-O-T -model.

## Modellen
I drejer sig om ideer som kilde til forandring.
D drejer sig om den aktuelle diskurs, dvs. de forestillinger, der er almindeligt udbredte på et givent tidspunkt.
I drejer sig om institutioner.
O drejer sig om organisationer.
T drejer sig om transformation, dvs. organisationers evne til omstilling.
En væsentlig del af argumentationen bygger på, at globaliseringen har betydet, at konkurrencen på de internationale markeder er afgørende for statens politiske ageren. Denne realitet har fundamentalt forandret den politiske dagsorden. Der er opstået et offentligt bureaukrati, som både har udviklet en særlig ideologi om samfundsmæssig vækst gennem udbygning af den offentlige sektor og en vækst i antallet af ledende stillinger i den offentlige administration. Det bærende princip bag denne udvikling betegner Pedersen "SØF" - den samfundsøkonomiske forestilling, og konsekvensen heraf er et uophørligt reformarbejde, der skal effektivisere og omstille institutionerne til nye målsætninger og krav.
I konkurrencestaten skelnes der skarpt mellem de borgere, der har arbejdsevne og de borgere, der skal aktiveres. Målet er, at alle borgere er til rådighed for arbejdsmarkedet så længe som muligt. Aftalen om efterlønnens afvikling og senere pensionsalder, indgået mellem Venstre, Det Konservative Folkeparti, Dansk Folkeparti og Det Radikale Venstre  kan opfattes som et skridt i den retning, Ove K. Pedersen beskriver.